# Thunder de Brampton
Le Thunder de Brampton  est une équipe féminine professionnelle de hockey sur glace située à Brampton, en Ontario, au Canada. Elle évolue dans la Ligue nationale de hockey féminin de 1999 à 2007 puis dans la Ligue canadienne de hockey féminin de 2007 à 2017, où la franchise déménage à Markham pour devenir le Thunder de Markham. L'équipe jouait ses matchs à domicile au Centre Powerade (dénommé le Brampton Centre for Sports & Entertainment) à Brampton.

## Histoire

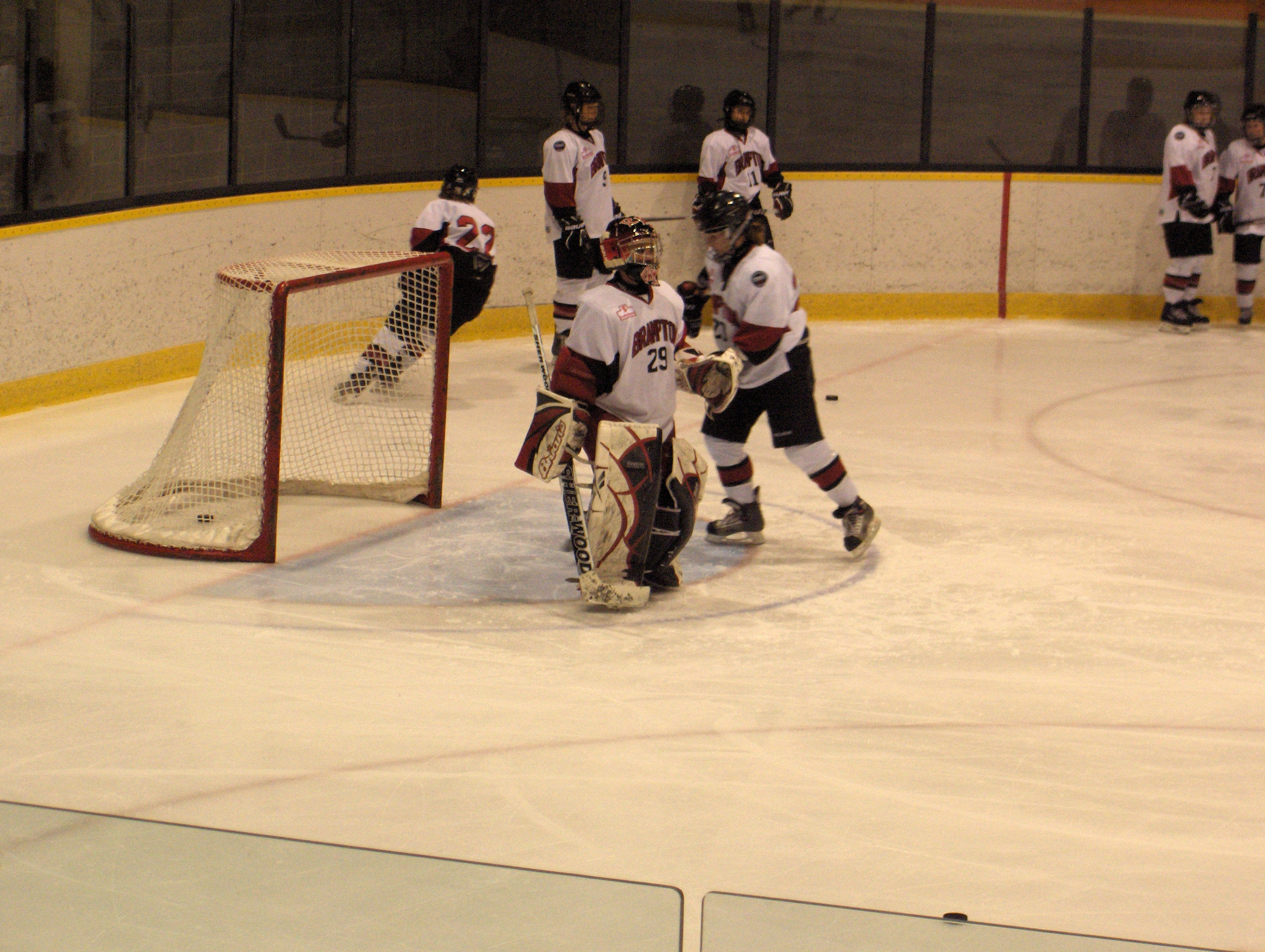
Match d'ouverture de la saison 2011-2012 pour le Thunder de Brampton

L'équipe évolue dans la Ligue nationale de hockey féminin (LNHF) dès la première saison en 1998-1999 et elle remporte le championnat en battant 5-2 le Wingstar de Bonaventure le 25 avril 1999. Le Thunder a également joué dans le Tournoi national féminin Esso (en) et a été victorieux en 2006 contre l'Axion de Montréal.
À la saison 2006-2007, le Thunder répète son exploit et remporte le championnat LNHF. Lors du match de finale, les joueuses triomphent 4-0 sur l'Axion de Montréal. La ligue cesse ses activités peu après et le Thunder évolue alors dans la Ligue canadienne de hockey féminin (LCHF).
Lors de la première saison de la nouvelle LCHF, le Thunder termine au premier rang du classement de la Division centrale et remportent les séries éliminatoires de fin de saison. Le 22 mars 2008, dans le match de finale, le Thunder bat 4-3 les Chiefs de Mississauga. Molly Engstrom marque le but gagnant lors de la prolongation.
Lors de la saison 2009-2010, le Thunder termine en 4e place en saison régulière mais lors des séries éliminatoires, l'équipe réussie avec deux victoires (Thunder de Brampton 4-1 Flames de Vaughan et Thunder de Brampton 2-1 Barracudas de Burlington) à se qualifier pour le tournoi de la Coupe Clarkson. En demi-finale de la coupe, elles éliminent 3-2 les Stars de Montréal mais perdent le match de la finale 4-0 aux mains des Whitecaps du Minnesota de la Ligue féminine de hockey de l'Ouest,.
Le Thunder a également la particularité d'avoir fourni plusieurs joueuses à l'effectif de l'équipe canadienne de hockey aux Jeux Olympiques d'hiver de 2006, avec trois joueuses (Vicky Sunohara, Jayna Hefford et Gillian Ferrari) contribuant à la médaille d'or du Canada. La joueuse du Thunder Kathleen Kauth (en) a également participé aux Jeux olympiques d'hiver de 2006, jouant pour l'équipe nationale américaine qui a remporté la médaille de bronze. Une cinquième Thunder, la gardienne de but Cindy Eadie (en) a participé aux Jeux olympiques d'été de 2004, avec l'équipe canadienne de softball.
Le 9 juillet 2017, le Thunder annonce que la franchise déménage à Markham, à côté de Toronto, pour la saison 2017-2018 .

## Bilan par saisons
| Saison    | PJ | V  | D  | N | BP  | BC | Pts | Classement                 | Séries éliminatoires       |
| --------- | -- | -- | -- | - | --- | -- | --- | -------------------------- | -------------------------- |
| 1998-1999 | 40 | 30 | 7  | 3 | 203 | 76 | 63  | Termine 2e Division Ouest  | Remporte le championnat    |
| 1999–2000 | 40 | 29 | 5  | 6 | 208 | 64 | 64  | Termine 2e Division Ouest  | Perd en finale de Division |
| 2000–2001 | 40 | 30 | 7  | 3 | 223 | 82 | 63  | Termine 2e Division Ouest  | Éliminé au 1er tour        |
| 2001–2002 | 30 | 8  | 14 | 8 | 223 | 82 | 63  | Termine 3e Division Ouest  | Non qualifié               |
| 2002–2003 | 36 | 27 | 9  | 0 | 152 | 71 | 54  | Termine 2e Division Ouest  | Éliminé au 1er tour        |
| 2003–2004 | 36 | 28 | 6  | 2 | 190 | 72 | 58  | Termine 2e Division Ouest  | Éliminé au 1er tour        |
| 2004–2005 | 36 | 30 | 4  | 2 | 165 | 70 | 63  | Termine 1re Division Ouest | Éliminé au 1er tour        |
| 2005–2006 | 36 | 19 | 12 | 5 | 113 | 97 | 43  | Termine 2e                 | Perd en finale             |
| 2006–2007 | 16 | 8  | 8  | 0 | 71  | 66 | 16  | Termine 3e                 | Remporte le championnat    |

| Saison    | PJ | V  | D  | DP | BP  | BC  | Pts | Classement                    | Séries éliminatoires                                               |
| --------- | -- | -- | -- | -- | --- | --- | --- | ----------------------------- | ------------------------------------------------------------------ |
| 2007–2008 | 30 | 22 | 7  | 1  | 111 | 59  | 45  | Termine 1re Division Centrale | Remporte le championnat Perd en finale de la Coupe Clarkson        |
| 2008-2009 | 26 | 19 | 6  | 1  | n/d | n/d | 39  | Termine 2e                    | Éliminé au 1er tour                                                |
| 2009-2010 | 29 | 9  | 19 | 1  | n/d | n/d | 27  | Termine 4e                    | Remporte les séries Perd en finale de la Coupe Clarkson            |
| 2010-2011 | 26 | 19 | 6  | 1  | 111 | 69  | 39  | Termine 2e                    | Perd en finale des séries Perd en demi-finale de la Coupe Clarkson |
| 2011-2012 | 27 | 18 | 7  | 2  | 102 | 80  | 40  | Termine 3e                    | Perd en finale de la Coupe Clarkson                                |
| 2012-2013 | 24 | 10 | 12 | 2  | 71  | 83  | 22  | Termine 3e                    | Défaite au premier tour de la Coupe Clarkson                       |
| 2013-2014 | 24 | 5  | 16 | 3  | 43  | 99  | 13  | Termine 5e                    | Non qualifié                                                       |
| 2014-2015 | 24 | 6  | 16 | 2  | 43  | 96  | 14  | Termine 5e                    | Non qualifié                                                       |
| 2015-2016 | 24 | 16 | 7  | 1  | 91  | 67  | 33  | Termine 3e                    | Défaite au premier tour de la Coupe Clarkson                       |
| 2016-2017 | 24 | 12 | 10 | 3  | 76  | 63  | 26  | Termine 3e                    | Défaite au premier tour de la Coupe Clarkson                       |

## Honneurs individuels
Les joueuses du Thunder ont connu beaucoup de succès individuels au cours de la saison 2007-2008 : Jayna Hefford est élue la joueuse la plus utile pour la saison alors que Jennifer Botterill remporte le trophée trophée Angela James pour la meilleure compteuse ; elle est également élue meilleure joueuse offensive de la LCHF. Becky Kellar est élue meilleure joueuse défensive.
Lors de la saison 2009-2010, c'est de nouveau l'accumulation des honneurs individuels pour le Thunder : Lori Dupuis est nommée la meilleure attaquante dans les séries éliminatoires de la Coupe Clarkson et Molly Engstrom, meilleure défenseure de la Coupe Clarkson. Bobbi-Jo Slusar (en) est élue la joueuse du match de la finale 2010 de la Coupe Clarkson.